# Vasile Potolincă
Vasile Potolincă (n. 11 iulie 1934) este un deputat român în legislatura 1992-1996, ales în județul Suceava pe listele partidului PUNR.